# Cleveland Dear
Cleveland Dear, född 22 augusti 1888 i Sugartown i Louisiana, död 30 december 1950 i Alexandria i Louisiana, var en amerikansk demokratisk politiker. Han var ledamot av USA:s representanthus 1933–1937.
Dear avlade 1910 kandidatexamen och 1914 juristexamen vid Louisiana State University. I första världskriget deltog han i fältartilleriet i USA:s armé. Han var verksam som advokat i Louisiana och tjänstgjorde som distriktsåklagare 1920–1933. År 1933 efterträdde han John H. Overton som kongressledamot och efterträddes 1937 av A. Leonard Allen.
Dear avled 1950 i Alexandria och gravsattes på Greenwood Memorial Park i Pineville.